# Ахундзаде, Агаяр Абдулазим оглы
Ахундзаде Агаяр Абдулазим оглы (азерб. Ağayar Əbdüləzim oğlu Axundzadə; род. 7 ноября 1957, Забрат); — С 1992 года является заслуженным тренером СССР, а в 1995 году был награжден медалью Прогресс, а в 2002 году — орденом «Слава». 25 декабря 2006 года был удостоен персональной пенсии Президента Азербайджанской Республики.

## Биография
Агаяр Ахундзаде родился 5 ноября 1957 года в Баку, в поселке Забрат. В 1964 году поступил в среднюю школу № 75. В 1972 году начал заниматься в секции вольной борьбы под руководством заслуженного тренера Азербайджанской ССР Сабира Мамедова в Биледжери. В 1973 году начал заниматься самбо и дзюдо под руководством заслуженного тренера Азербайджанской ССР Тарлана Гасанова. Неоднократно становился победителем соревнований по дзюдо среди тяжеловесов в Азербайджане, а также победителем Центрального совета «Локомотив». В 1977 году занял 5-е место на Всесоюзных молодежных играх, а в 1979 году участвовал в Спартакиаде народов СССР. В 1979 году поступил в Азербайджанскую Государственную академию физической культуры и спорта. С 1980 года работает тренером по дзюдо в Республиканской Олимпийской спортивной школе. Он принимал участие в Олимпийских играх 1996 года (XXVI), 2000 года (XXVII) и 2004 года (XXVIII) как тренер по дзюдо
.

## Награды
- В 1976 году выполнил норму мастера спорта СССР.
- В 1989 году получил звание заслуженного тренера Азербайджанской ССР.
- В 1990 году награжден медалью за выдающиеся заслуги в области физической культуры и спорта СССР.
- В 1992 году был удостоен звания заслуженного тренера СССР.
- В 1995 году был награжден Медалью «Прогресс» Президентом Азербайджанской Республики Гейдаром Алиевым.
- В 2002 году был награжден орденом «Слава».
- 25 декабря 2006 года был удостоен персональной пенсии Президента Азербайджанской Республики.

## Ученики
- Эльчин Исмаилов — 5-кратный чемпион Европы.
- Мовлуд Миралиев — бронзовый призер чемпионата мира, занял почетное 5-е место на Олимпийских играх в Афинах, бронзовый призер Олимпийских игр в Пекине.
- Расул Салимов — бронзовый призер чемпионата мира.
- Эльхан Раджабли — бронзовый призер чемпионата мира.
- Назим Гусейнов — золотой медалист Олимпийских игр в Барселоне.
- Эльнур Мамедли — золотой медалист Олимпийских игр в Пекине.